# Dolichopoda patrizii
Dolichopoda patrizii är en insektsart som beskrevs av Lucien Chopard 1964. Dolichopoda patrizii ingår i släktet Dolichopoda och familjen grottvårtbitare. IUCN kategoriserar arten globalt som sårbar. Inga underarter finns listade i Catalogue of Life.